# Incastern
De incastern (Larosterna inca) is een zeevogel uit de familie van de meeuwen (Laridae) en de geslachtengroep sterns (Sternini). Het is de enige soort binnen het geslacht Larosterna.

## Kenmerken
Hij is een opvallende verschijning met zijn donkergrijze verenkleed, vuurrode poten met zwemvliezen, opvallende rode snavel en witte 'versiering' onder de ogen. De jonge dieren lijken geenszins op de ouders; ze hebben nog geen rode snavel en poten, en hun vleugels zijn getekend. Het verenkleed van beide geslachten is gelijk. De lichaamslengte bedraagt 39 tot 42 cm en het gewicht 175 tot 200 gram.

## Leefwijze
Deze zeer actieve vogel leeft in groepen. Hij jaagt actief op vissen, vooral ansjovissen, die dicht onder het wateroppervlak zwemmen, die hij al duikend uit het water haalt. Ook zwermen ze dikwijls boven etende zeeleeuwen en walvissen, om de restjes van hun maaltijden op te duiken. Hij broedt op een beschutte plek op de rotsen langs de kust.

## Verspreiding en leefgebied
De incastern komt voor aan de westkust van Zuid-Amerika (Chili, Colombia, Ecuador en Peru).

## Status
De incastern heeft een redelijk groot verspreidingsgebied en daardoor is de kans op uitsterven niet zo groot. Echter, de grootte van de populatie wordt geschat op slechts 150.000 individuen en dit aantal daalt en het tempo ligt boven de 30% in tien jaar (meer dan 3,5% per jaar). De soort heeft last van habitatvernietiging door de winning van guano, verwilderde katten op de broedplaatsen en voedselconcurrentie door grootschalige visserij op ansjovis. Om deze redenen staat de incastern als gevoelig op de Rode Lijst van de IUCN.

## Galerij

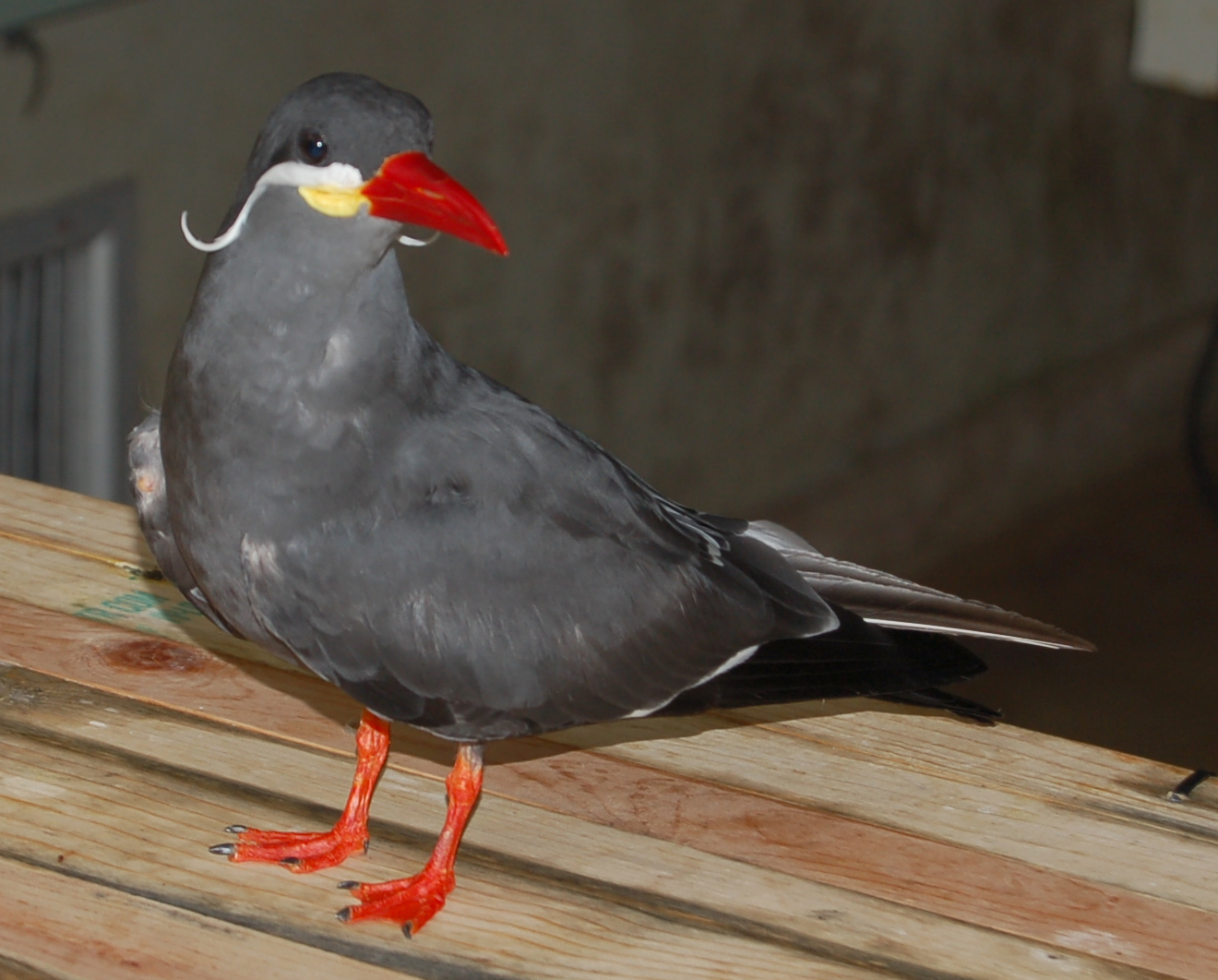
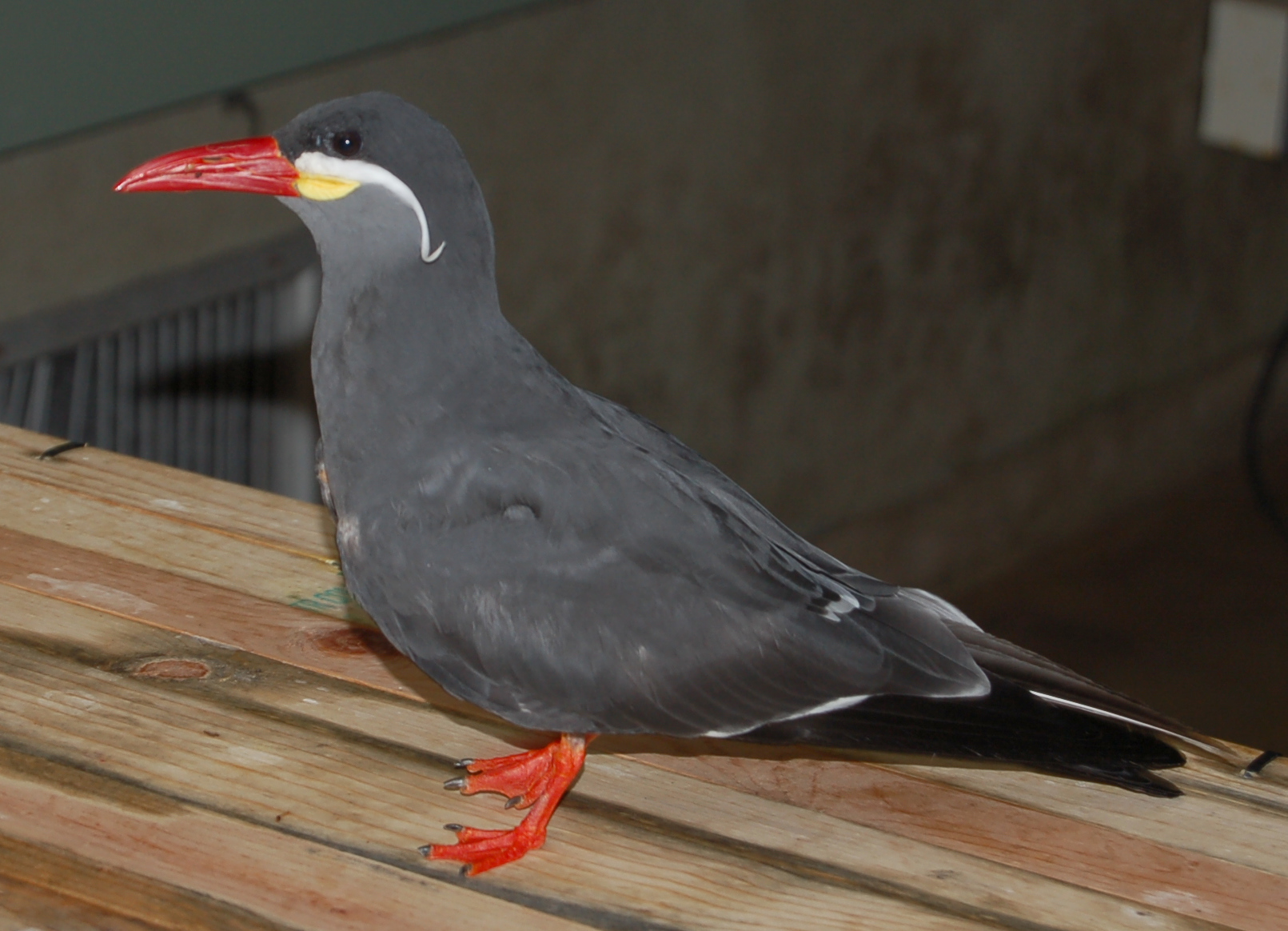
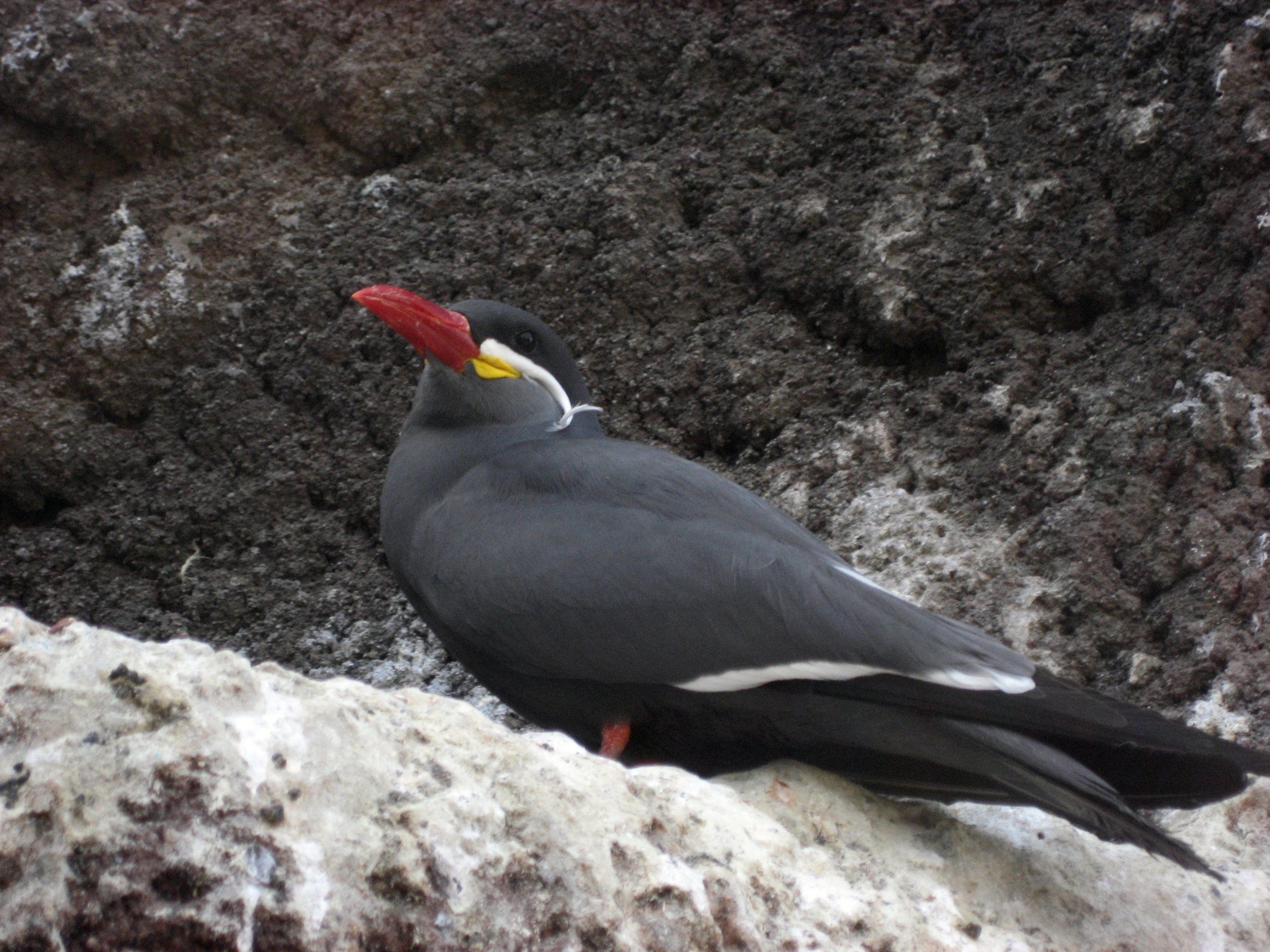
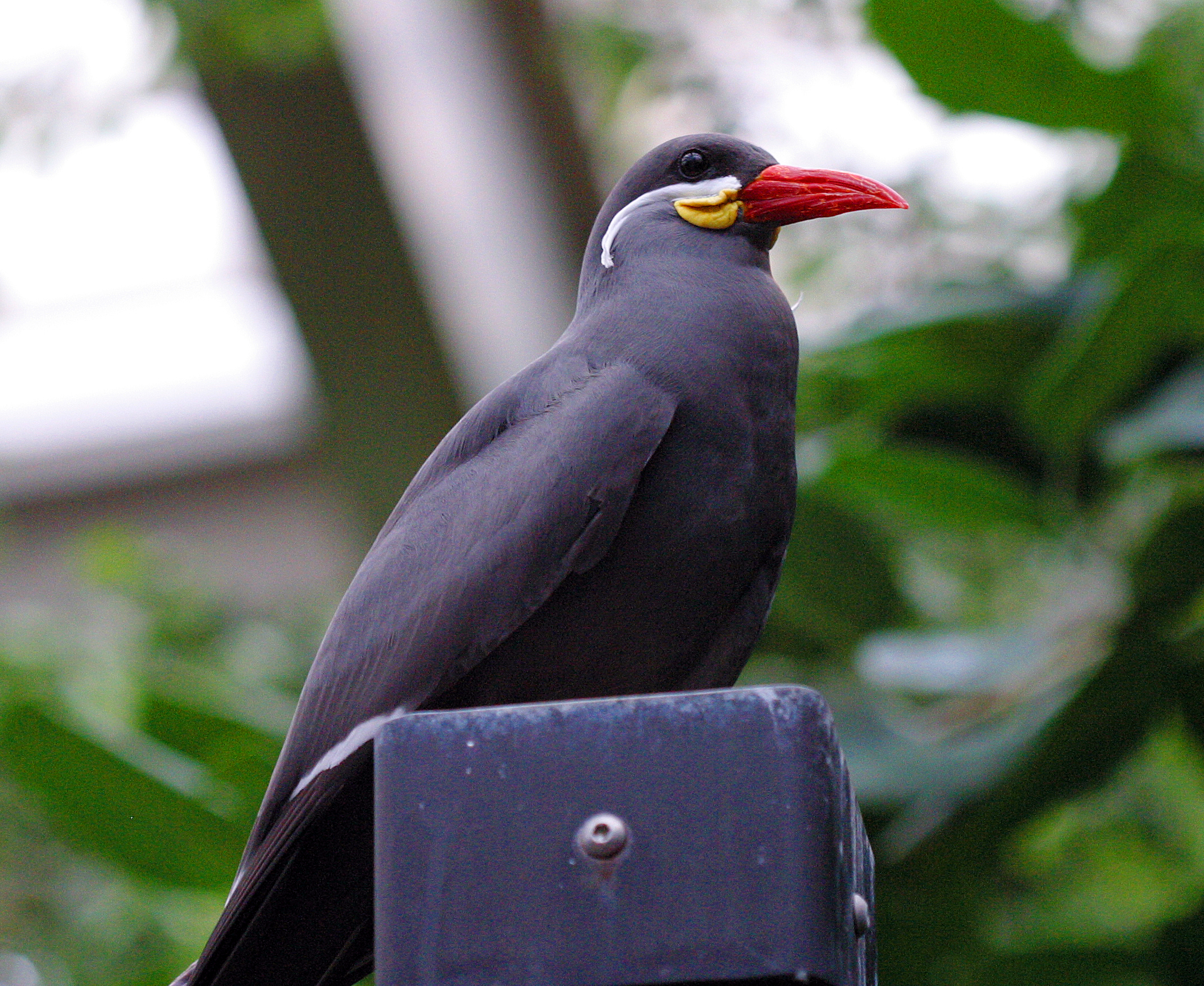
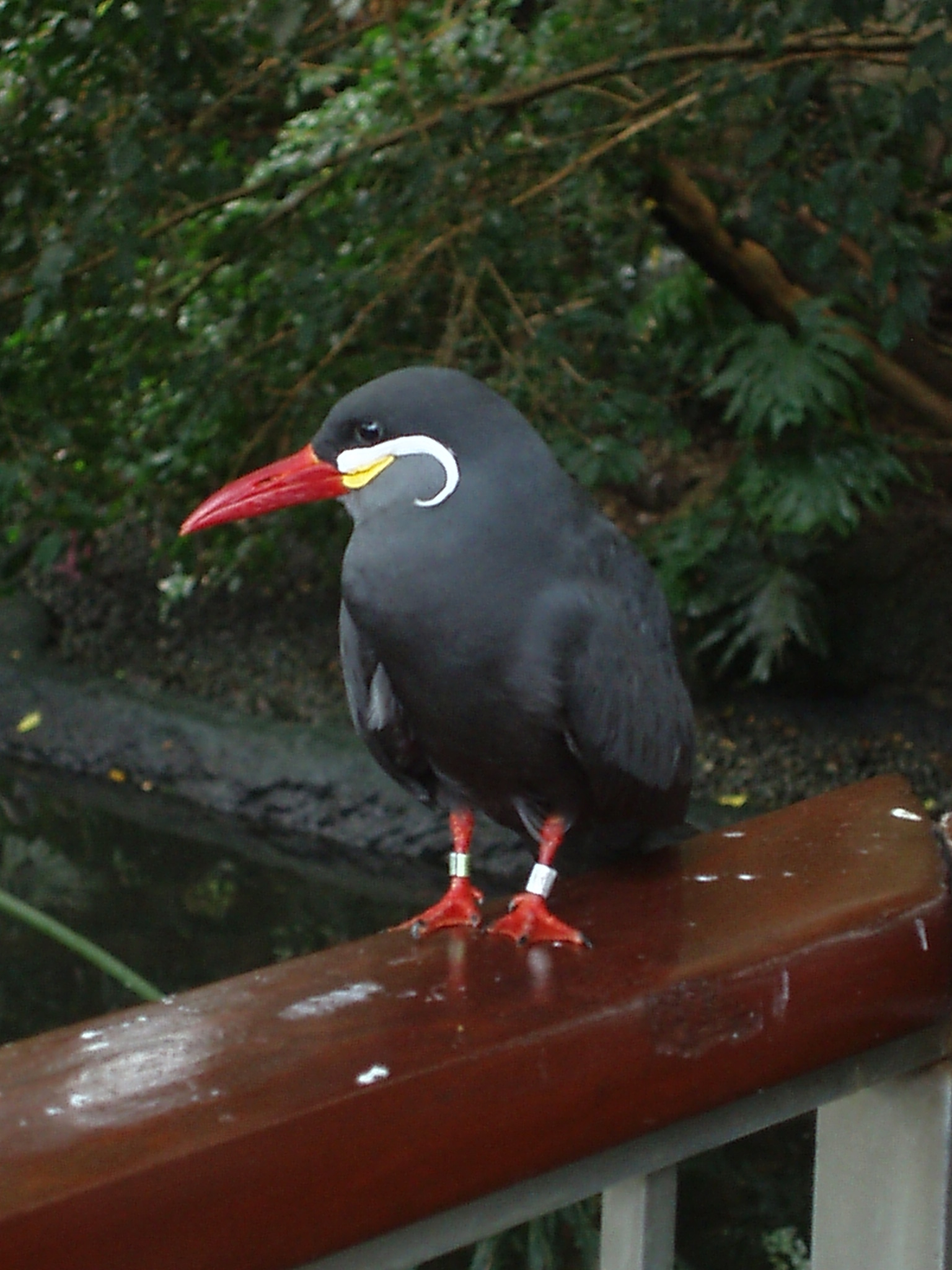
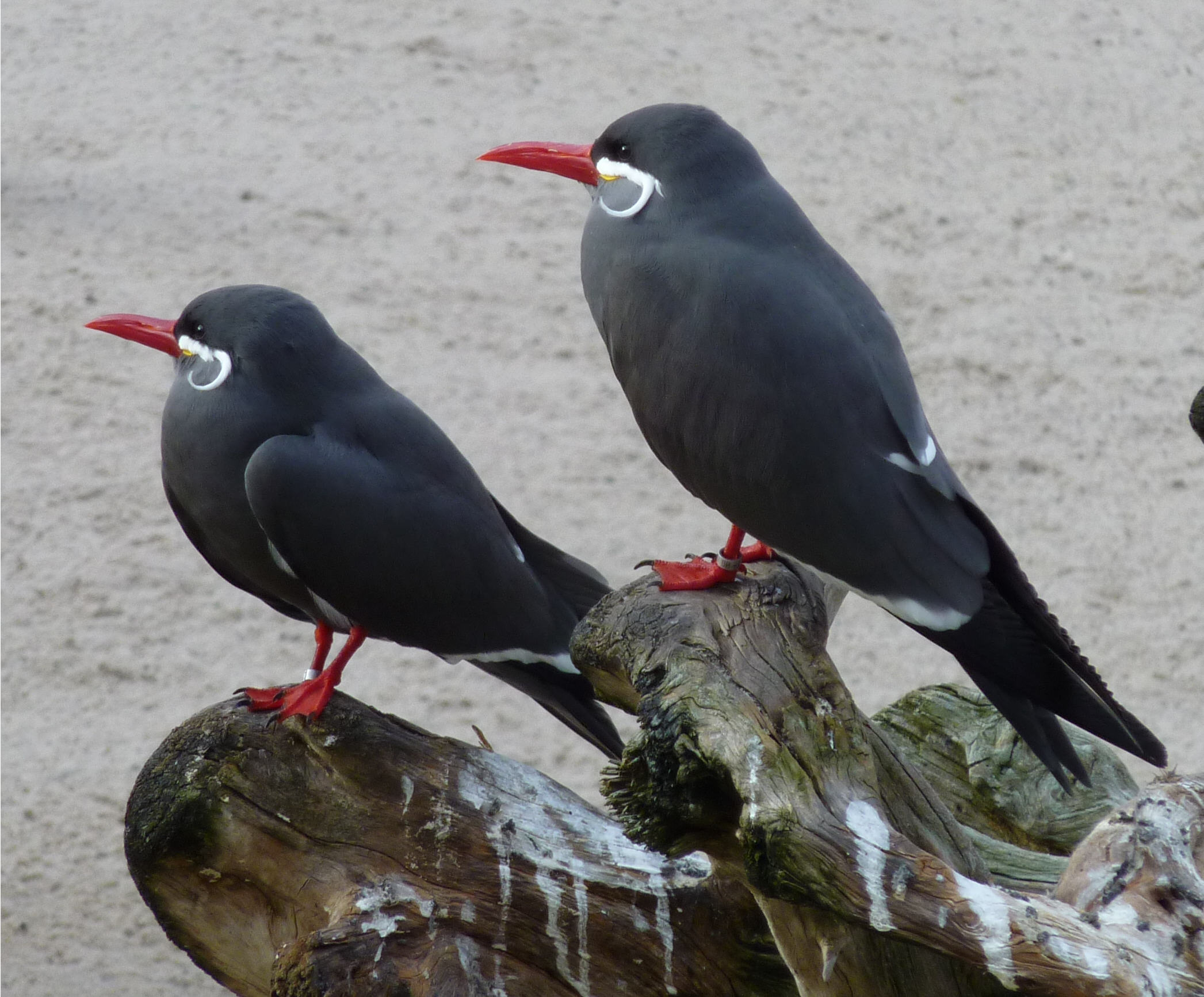